# Халанд (провинция)
 Тази статия е за историческата провинция Халанд.  За лен Халанд вижте Халанд (лен).  
Ха̀ланд (шв. Halland) е историческа провинция в югозападната част на Йоталанд в южна Швеция. На юг граничи със Сконе, на изток със Смоланд, на североизток с Вестерйотланд, а западната ѝ граница е пролива Категат.
Почти цялата провинция Халанд е в съвременния лен Халанд, като оставащите части са в лените Вестра Йоталанд и Сконе. Исторически Халанд е включвала също датския остров Анхолт.
Общото население на провинция Халанд е 287 558 жители, като от тях 272 142 са в област Халанд, 13 363 са в област Вестра Йоталанд и 2053 са в област Сконе.

## История
Исторически Халанд (заедно със Сконе и Блекинге) е част от Сконеланд (лат. Terra Scania) – източната част на Дания. Тя става шведска по силата на договора от Брьомсебру, първоначално за период от 30 години. По силата на договора от Роскиле цялата Сконеланд е преминала към Кралство Швеция завинаги, но остров Анхолт е изтърван от договора и остава датски.